# Ya-12 (砲兵トラクター)
Ya-12 は、第二次世界大戦期にソビエト連邦で開発された装軌式砲兵トラクターである。1943年から1946年にかけてYaMZ（ヤロスラヴリ自動車工場）で製造された。

## 概要
1942年にソ連赤軍の指示により装軌式の小型砲兵トラクターの開発が開始され、1943年に資料がヤロスラヴリ自動車工場に送付され、Ya-11と名付けられた試作車が製造された。Ya-11はGAZ-MM用のエンジン2基を搭載し、車台や変速機はT-60軽戦車から流用されていた。
1943年5月から6月にかけてYa-11の評価試験が行われ、様々な欠陥はあったが量産が承認された。ヤロスラヴリ自動車工場では量産に向けて車台の組み立てが開始されたが、この時期にGAZの工場がドイツ軍の空襲を受け、GAZ-MMのエンジンの生産も停止してしまった。
これより以前に、ヤロスラヴリ自動車工場はアメリカ製のGMC-4-71ディーゼルエンジンの輸入許可をスターリンに申請し、許可されていた。Ya-11にこのエンジンを搭載するための設計変更が行われ、これがYa-12と名付けられた。Ya-12のエンジンはYa-11より強力になっていたため、牽引可能な重量が約5トンから8トンに増加した。
Ya-12は1943年の秋ごろから量産され、1944年に実戦配備された。Ya-12の走行装置にはT-70軽戦車やSU-76M自走砲との共通部品が多く、メンテナンスが容易な点が評価された。1946年に製造終了するまでに合計2,296両が生産された。終戦時点で1,270両がソ連赤軍に残っており、これらは1954年頃まで配備されていた。
また、輸入品のディーゼルエンジンの供給が絶たれる可能性を考え、これに替わる国産エンジンを搭載する試みとして1943年秋の時点でYa-13と呼ばれるモデルの開発も行われていた。Ya-13にはZIS-5トラックと同じガソリンエンジンが搭載されており、1943年に71両が製造されたが、性能自体はYa-12より低下しており、これ以上の量産はなされなかった。

## 運用国
- ソビエト連邦
- ポーランド人民共和国
- チェコスロバキア社会主義共和国